# Шустер, Лион
Лион Шустер (нем. Lion Schuster; род. 9 августа 2000, Вена) — австрийский футболист, полузащитник клуба «Зандхаузен».

## Клубная карьера
Шустер — воспитанник клубов «Альтернмаркт», «Баденер» и «Рапид». 25 сентября 2019 года в поединке Кубка Австрии против «Ред Булл Зальцбург» Лион дебютировал за основной состав последних. 1 декабря в матче против ЛАСКа он дебютировал в австрийской Бундеслиге. 21 февраля 2021 года в поединке против «Ред Булл Зальцбург» Лион забил свой первый гол за «Рапид».  